# Epineuston
Epineuston – zespół organizmów bytujących na zewnętrznej części błonki powierzchniowej wody, żyjące w warunkach powietrznych. Część neustonu.
Organizmy epineustonowe skaczą lub ślizgają się po uginającej się pod nimi błonce powierzchniowej, wykorzystując napięcie powierzchniowe wody. Organizmy epineustonowe muszą być przystosowane do silnego naświetlenia ponieważ promieniowanie słoneczne nie tylko pada na wodę, ale także odbija się od niej.
Mieszkańcy epineustonu to między innymi niektóre pluskwiaki, jak nartnik duży (Gerris lacustris), niewielkie chrząszcze z rodziny Gyrinidae, niektóre złotowiciowce (Chromulina rosanoffi), różnowiciowce (Botrydiopsis arhiza) i zielenice właściwe (Nautococcus emersus).